# Генріх Квінке
Генріх Іренеус Квінке (нім. Heinrich Irenaeus Quincke), (26 серпня 1842 — 19 травня 1922) — німецький лікар-терапевт та хірург, автор декількох відкриттів у області медицини. У 1882 році вивчив та описав гострий ангіоневротичний набряк шкіри, внаслідок чого його було названо набряком Квінке.

## Біографія
Народився у Франкфурті-на-Одері, Генріх був сином відомого лікаря Германа Квінке, мав молодшого брата фізика Георга Германа Квінке. Отримав докторський ступінь у 1863 році в Берлінському університеті, попередньо навчавшись у Гайдельберзькому університеті та в університеті Вюрцбурга відомі вчителі — Рудольф Вірхов і Альберт фон Коллікер.
У 1865 році Квінке працював з фізіологом Ернстом Вільгельмом фон Брюкке у Віденському університеті, а в 1866 році він став помічником хірурга Роберта Фердинанда Вільмса. До 1870 року проходив лікарську субординатуру з внутрішньої медицини під керівництвом Фрідріха Теодора фон Фреріха у Шаріте в Берліні.
У 1873 році Квінке став професором внутрішньої медицини в університеті Берна. П'ять років потому, він перейшов до Кільского університету і став заслуженим професором в 1908 році. Помер у Франкфурт-На-Майні, де викладав до самої смерті.

## Відкриття
Він був, ймовірно, першим, хто 1882 року розпізав гострий алергічний судинний набряк, якій пізніше отримав назву за його прізвищем набряк Квінке. Описав «пульсацію Квінке», з почервонінням і зблідненням під нігтями, є однією з ознак аортальної недостатності.. «Прокол Квінке» — застарілий епонім для люмбальної пункції,. У 1893 році він описав ті зміни спинномозкової рідини, що наразі відомі як серозне запалення, яке він назвав «серозним менінгітом».